# Zo-Belis (Ort)
Zo-Belis ist ein osttimoresischer Ort im Suco Lourba (Verwaltungsamt Bobonaro, Gemeinde Bobonaro). Das Dorf liegt im Norden der Aldeia Zo-Belis, auf einer Meereshöhe von 781 m, nördlich des Berges Lolo Pigidal (794 m). Der Ort befindet sich an einer Seitenstraße der Überlandstraße, die aus Maliana im Westen kommt. An ihr befindet sich nördlich das Dorf Lourba. Westlich liegt das Dorf Gumer, östlich das Dorf Ohobin.
Der Friedhof Zo-Belis befindet sich südlich des Gipfels des Lolo Pigidal.